# DMarket
DMarket (засновано 2017 року) — біржа для купівлі, продажу та обміну віртуальними предметами з відеоігор. Розробники ігор отримують дохід від торгової комісії. Штаб-квартира DMarket розташована у Санта-Моніці, Каліфорнія. Компанія також має офіси у Києві та Лондоні.

## Історія
DMarket було засновано на початку 2017 року Володимиром Панченком, власником компаній Suntechsoft Corp Limited, World of Games Global Games (цифрова дистрибуція відеоігор) та Skins.Cash (станом на 2017 рік, друга у світі за кількістю угод онлайн-платформа для торгівлі віртуальними предметами). Співзасновники DMarket — Олександр Кохановський, колишній генеральний директор кіберспортивної організації Natus Vincere і Тамара Сланова.
Компанія залучила понад $19 млн інвестицій протягом двох раундів ICO в серпні й листопаді 2017 року. Запланований мінімальний обсяг інвестицій у розмірі $1 млн (так званий soft cap) було залучено протягом стартових 17 хвилин першого етапу ICO. Одними з ключових інвесторів компанії стали Pantera Capital, гібридний венчурний та хедж-фонд з Каліфорнії (США), що спеціалізується на блокчейн-технологіях, та Денис Довгополий, засновник інвестиційної венчурної групи GrowthUP.
Альфа-версія платформи DMarket була запущена в жовтні 2017 року. Готову до використання версію було представлено в березні 2018 року. Одним з ключових оновлень стала інтеграція з платформою цифрової дистрибуції Steam, що дозволило користувачам DMarket купувати, продавати та колекціонувати предмети з популярних відеоігор Counter-Strike 2 і Dota 2. У березні 2018 року компанія оголосила про партнерство з Unity Technologies та початок розробки набору засобів (SDK) для інтеграції з платформою DMarket ігор, створених за допомогою рушія гри Unity. Того ж місяця DMarket провів панельну дискусію, присвячену блокчейну та відеоіграм, на Game Developers Conference. У квітні 2018 року компанія випустила блокчейн-гаманець DMarket Blockchain Wallet — додаток для Android, що дозволяє користувачам зберігати та керувати своїми коштами, віртуальними ігровими предметами та колекційними цифровими активами. У червні 2018 року додаток став доступним на iOS. У серпні 2018 року DMarket представив DMarket Integration SDK для інтеграції ігор, створених з використанням рушія гри Unity.
У жовтні 2018 року DMarket відкрив офіс у Лондоні, Велика Британія. Він став третім міжнародним представництвом компанії на додаток до штаб-квартири у Санта-Моніці (Каліфорнія, США) та офісу в Києві. Наприкінці того ж місяця DMarket оголосив про стратегічне партнерство з Xsolla, платіжною системою для розробників відеоігор. Станом на листопад 2018 року платформа DMarket, попередньо доступна англійською мовою, була локалізована на вісім інших мов: німецьку, іспанську, російську, португальську, французьку, корейську, польську та турецьку. У серпні 2019 року сервіс було перезапущено як біржу внутрішньоігрового контенту.

## Концепція
До серпня 2019 року платформа функціонувала за моделлю маркетплейса. Вона пропонувала розробникам відеоігор модель монетизації, що ґрунтувалася на внутрішньоігровій торгівлі. За допомогою технології та платформи DMarket розробники могли продавати гравцям віртуальні предмети, а також дозволяли їм торгувати вказаними предметами між собою. Кожна угода між гравцями приносила розробникам дохід від торгової комісії. Платформа DMarket дозволяла гравцям торгувати віртуальними ігровими активами за реальні гроші незалежно від типу гри та ігрової платформи.
У серпні 2019 року DMarket змінив концепцію сервісу та перетворився на біржу, яка дозволяє користувачам купляти, продавати або обмінюватися предметами з різних ігор, створювати заявки на придбання навіть тих предметів, які ще не були виставлені на продаж та миттєво купляти або обмінюватися предметами за запропонованою ціною. Для розробників платформа впровадила систему передзамовлень, дозволивши продавати ігрові предмети до офіційного релізу гри.
Прикладами онлайн-сервісів з подібною концепцією можуть слугувати, зокрема, WAX і BitGuild.

## Функціонал платформи
До серпня 2019 року, коли платформа функціонувала як маркетплейс, користувачі торгували та обмінювались ігровими предметами з ігор, підключених до платформи через API DMarket, SDK для ігор на Unity (доступна через Unity Asset Store). DMarket використовує технологію блокчейн для здійснення і реєстрації транзакцій між користувачами. Після завершення інтеграції розробники мають можливість зробити предмети зі своїх ігор доступними для торгівлі на DMarket. Блокчейн DMarket забезпечує належне виконання і захист торгових операцій на платформі.
Із серпня 2019 року на платформі впроваджена модель біржі: продавці роблять заявки на продаж (ask), а покупці роблять ставки (bid), які виконуються у режимі реального часу. Угода оформлюється у контейнері Distributed Ledger на основі технології розподіленого реєстру (DLT).